# تپه اوجاق
تپه اوجاق مربوط به دوره اشکانیان است و در شهرستان گرمی، بخش انگوت، دهستان پایین برزند، روستای برزند واقع شده و این اثر در تاریخ ۳۰ بهمن ۱۳۸۶ با شمارهٔ ثبت ۲۱۰۷۵ به‌عنوان یکی از آثار ملی ایران به ثبت رسیده است.